# Labe – Hostinné
Labe – Hostinné je evropsky významná lokalita – chráněné území soustavy Natura 2000 (kód ÚSOP 2916, kód Natura CZ0523277). Byla vyhlášena nařízením vlády č. 318/2013 Sb dne 21.8.2013. Předmětem ochrany je tok Labe mezi Klášterskou Lhotou a Hostinným v okrese Trutnov. Jedná se o kamenité koryto řeky s přirozeným dnem, lokálními náplavy a upravenými břehy. Důvodem ochrany je přirozený biotop vranky obecné (Cottus gobio). Dále se zde vyskytují lipan podhorní (Thymallus thymallus), pstruh obecný (Salmo trutta), střevle potoční (Phoxinus phoxinus), mřenka mramorovaná (Barbatula barbatula) a mihule potoční (Lampetra planeri).